# Creditanstalt
Creditanstalt (ponekad Credit-Anstalt, skraćeno CA), bila je austrijska banka koju je 1855. godine osnovao barun Anselm Salomon von Rothschild (1803. – 1874.), osnivač austrijske loze bogate i utjecajne bankarske obitelji Rothschild. Bila je druga najveća banka u Austriji. Od svog osnivanja do Anschlussa 1938. i početka Drugog svjetskog rata bila je u privatnom vlasništvu židovske obitelji Rothschild. U to vrijeme, nacistički režim im je konfiscirao banku, koja im nije vraćena po završetku rata, već je 1946. godine bila nacionalizirana. Godine 1997. preuzela ju je Bank Austria AG, da bi 2002. godine bilo obavljeno spajanje te dvije banke u jedinstvenu banku pod nazivom Bank Austria Creditanstalt. Od 2005. godine je u sastavu talijanske bankarske kuće UniCredit S.p.A.
Godine 2008. banka je prestala postojati, nakon što joj je ukinuto ime i logo.

## Vanjske poveznice
- Creditanstalt Hrvatska enciklopedija
- Gasi se austrijska banka Creditanstalt poslovni.hr